# Topsy and Eva
Topsy and Eva (Brasil: Topsy & Eva ) é um filme mudo norte-americano de 1927, do gênero drama, dirigido por Del Lord, juntamente com D. W. Griffith. Cópia do filme encontra-se conservada na Biblioteca do Congresso, Estados Unidos.

## Elenco
- Rosetta Duncan ... Topsy
- Vivian Duncan ... Eva
- Gibson Gowland ... Simon Leegree
- Noble Johnson ... Uncle Tom
- Marjorie Daw ... Marietta
- Myrtle Ferguson ... Aunt Ophelia
- Nils Asther ... George Shelby
- Henry Victor ... St. Claire